# گوک مدرسه
گوک مدرسه (ترکی استانبولی: Gök Medrese) به معنای «مدرسه آسمانی» یا «مدرسه آبی»، همچنین به عنوان مدرسه صاحبیه نیز شناخته می‌شود، یک مدرسه قرن سیزدهم و یک مدرسه آموزشی اسلامی، در شهر سیواس ترکیه است. این مدرسه توسط صاحب‌آتا فخرالدین علی، وزیر و حاکم سلجوقی روم ساحته شده. نام اصلی مدرسه صاحبیه است که به نام صاحب‌آتا اشاره دارد. اما به دلیل کاشی‌های آبی آسمانی که در ساختمان استفاده شده معمولاً به گوک مدرسه معروف است.

## نگارخانه

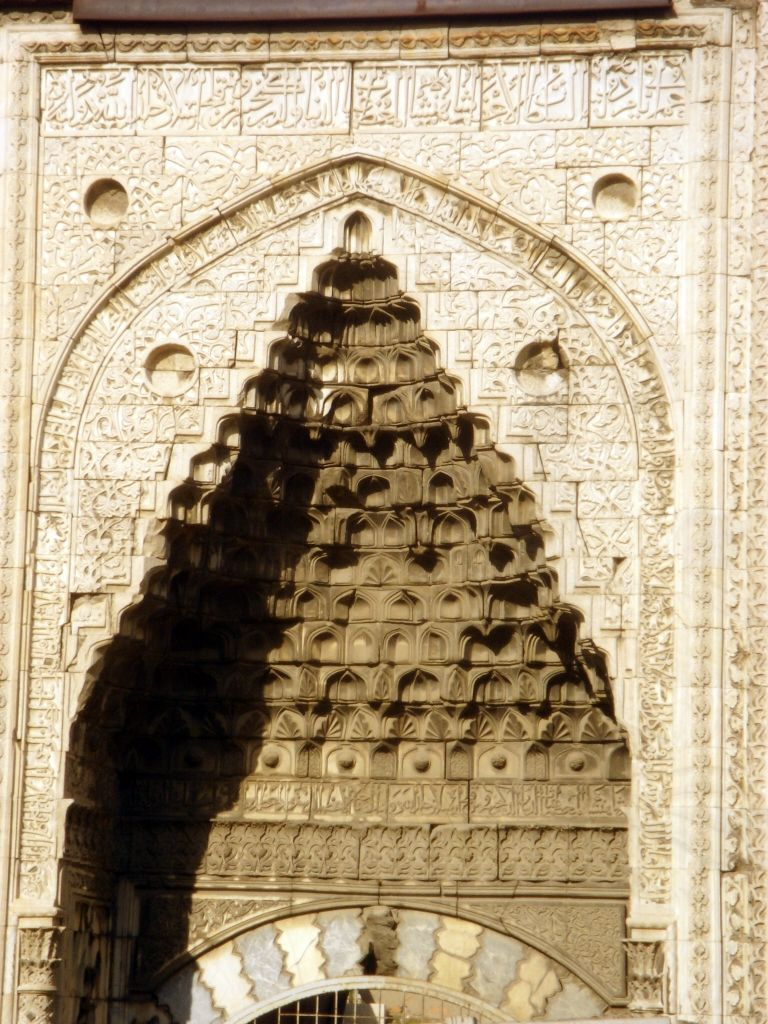
Muqarnas on the portal.
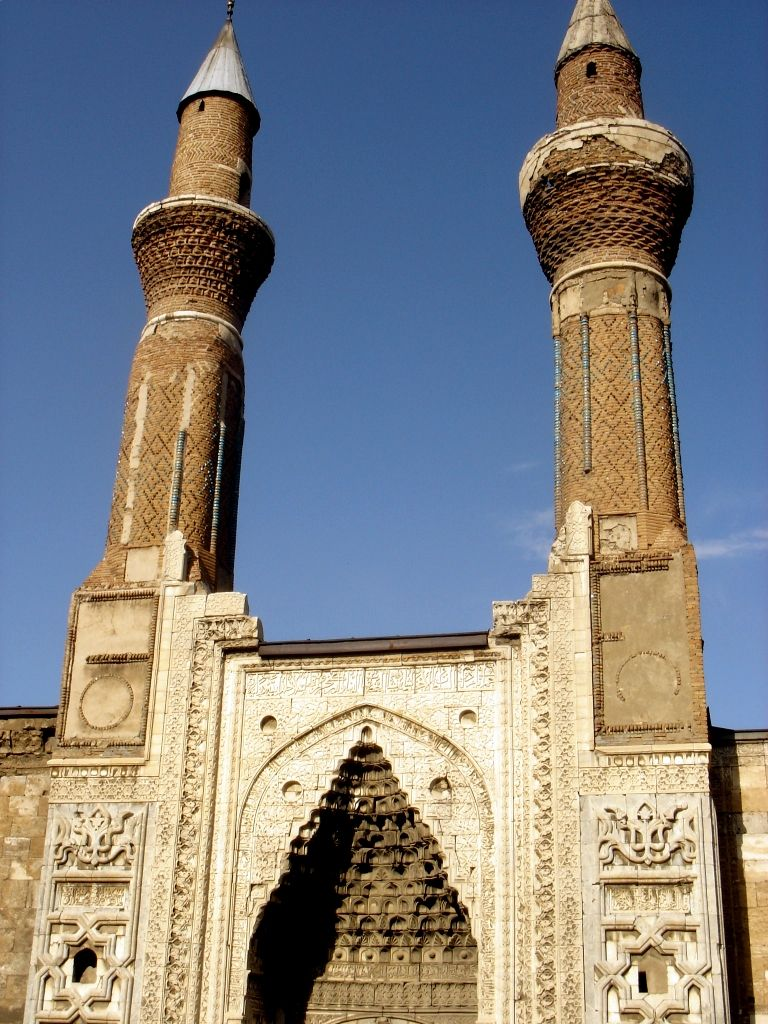
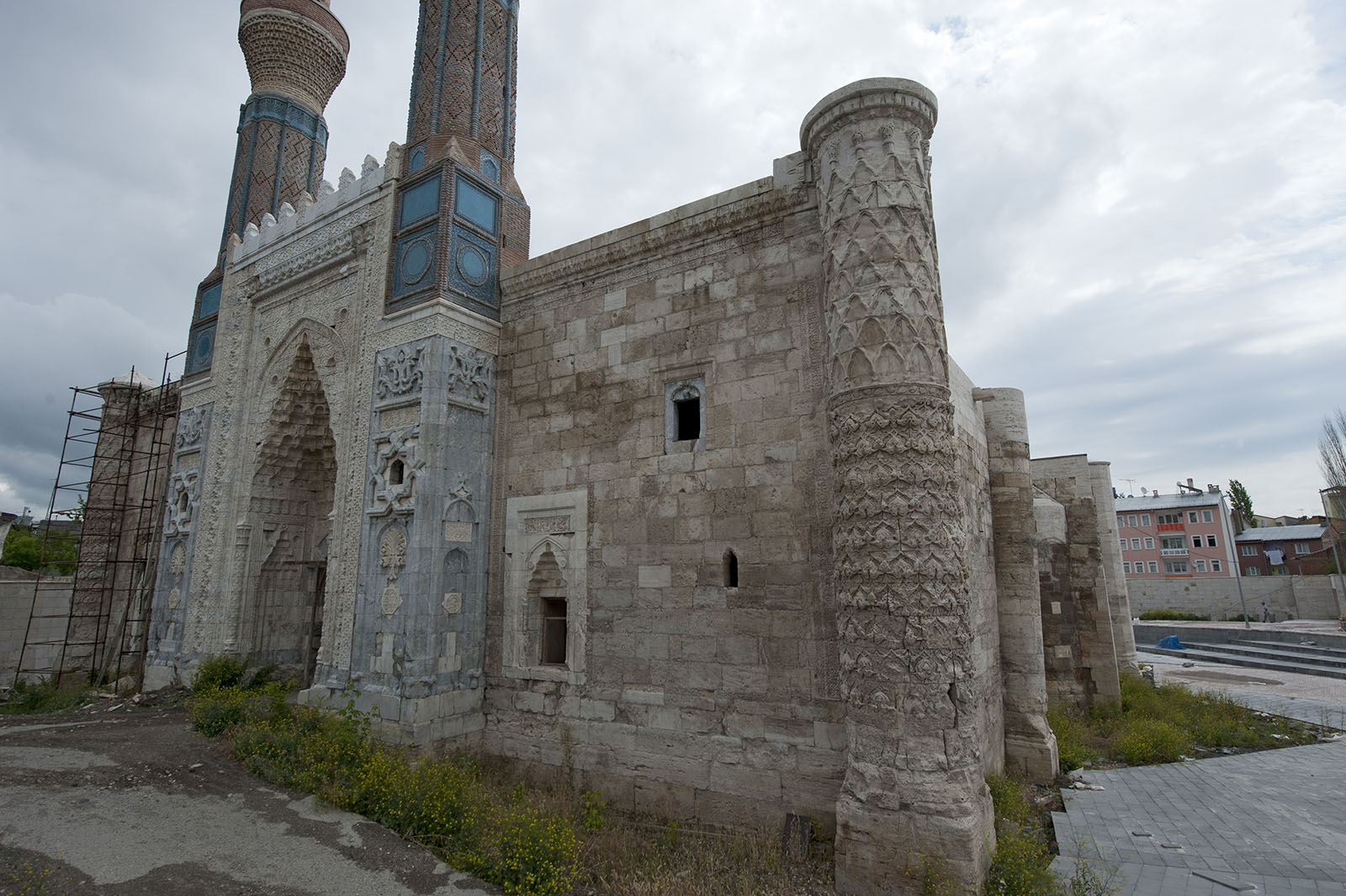
Gök Medrese during restoration shot from right side
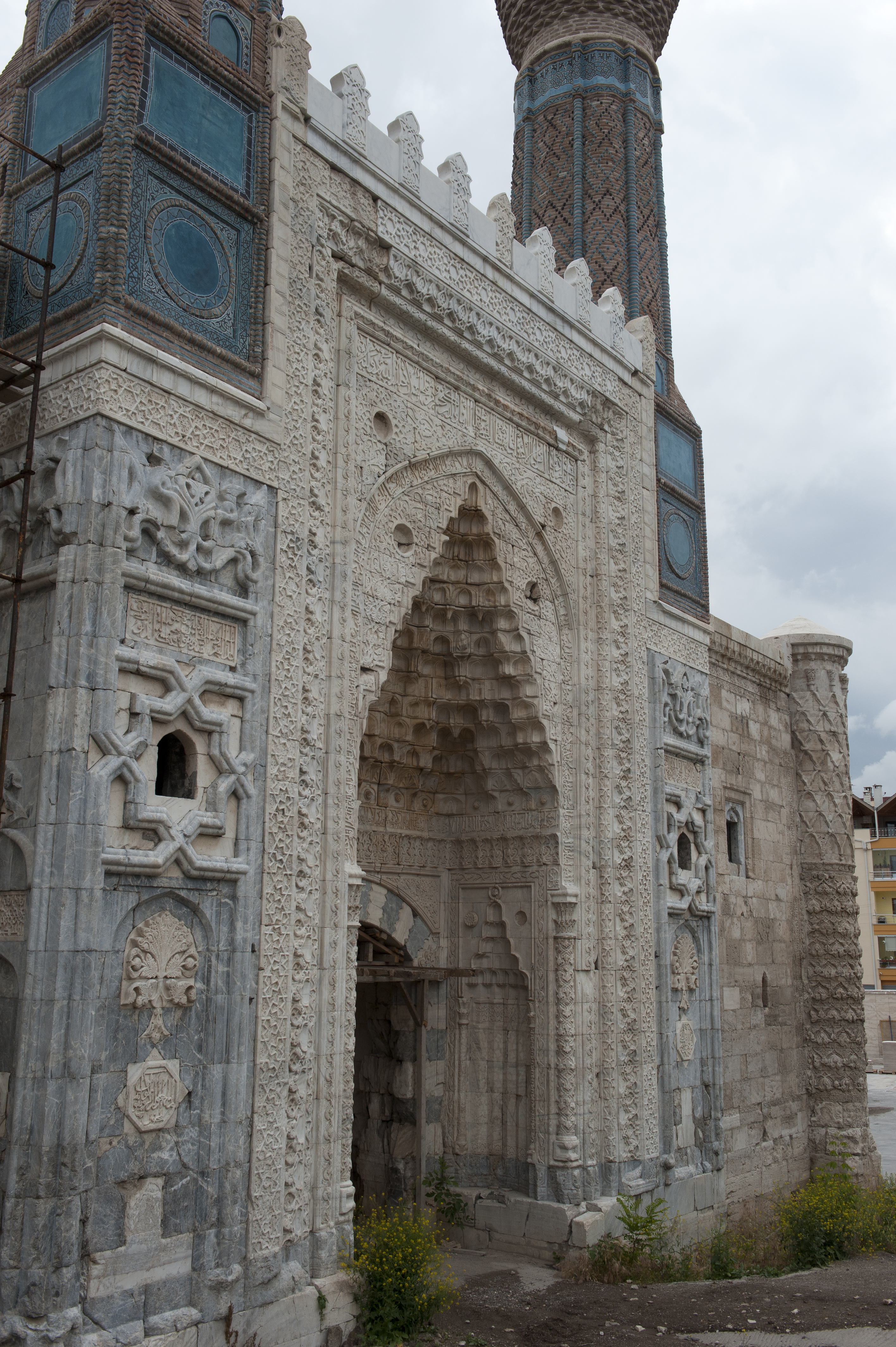
Gök Medrese before restoration Portal from left side
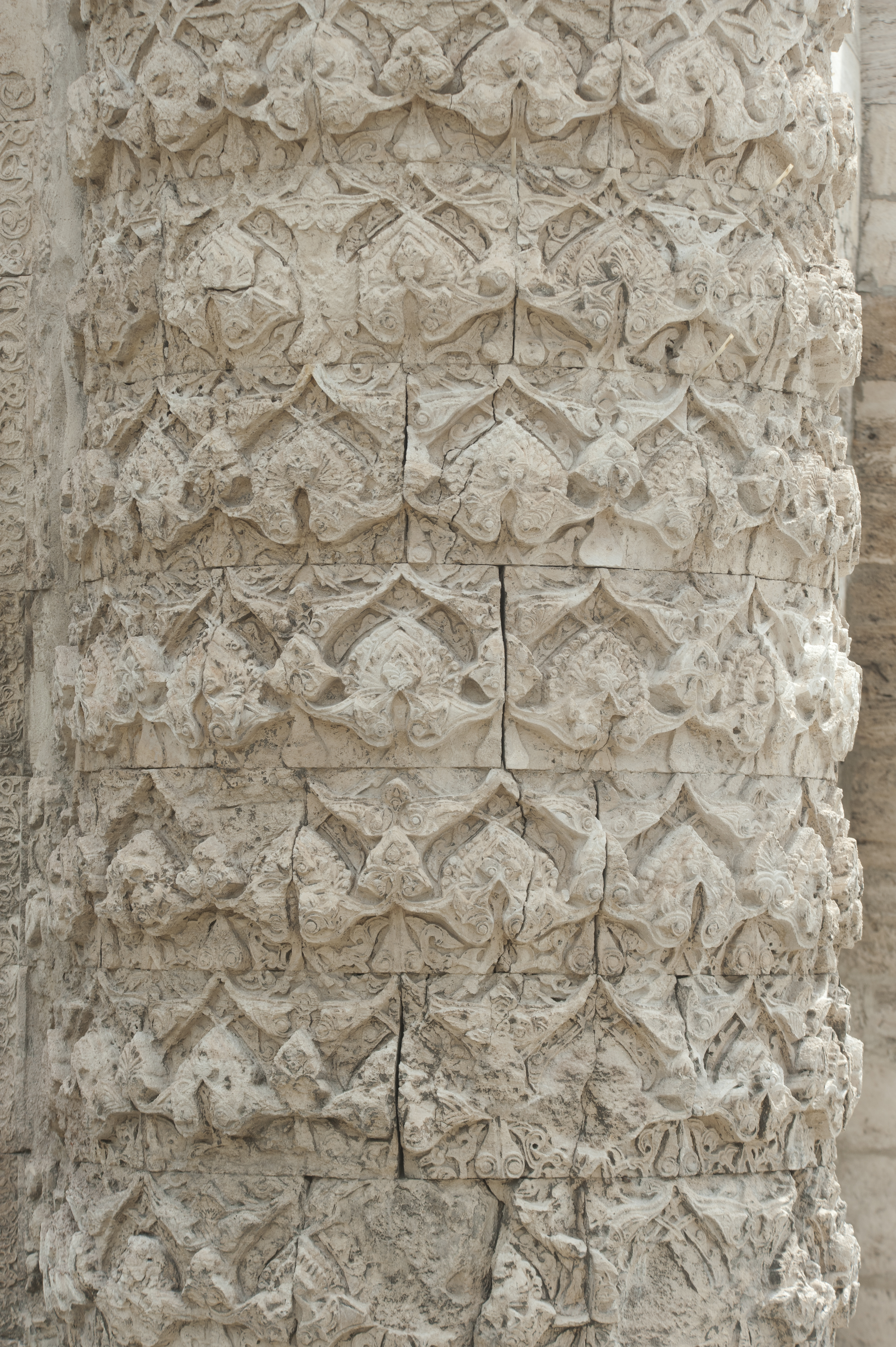
Gök Medrese before restoration Decoration corner
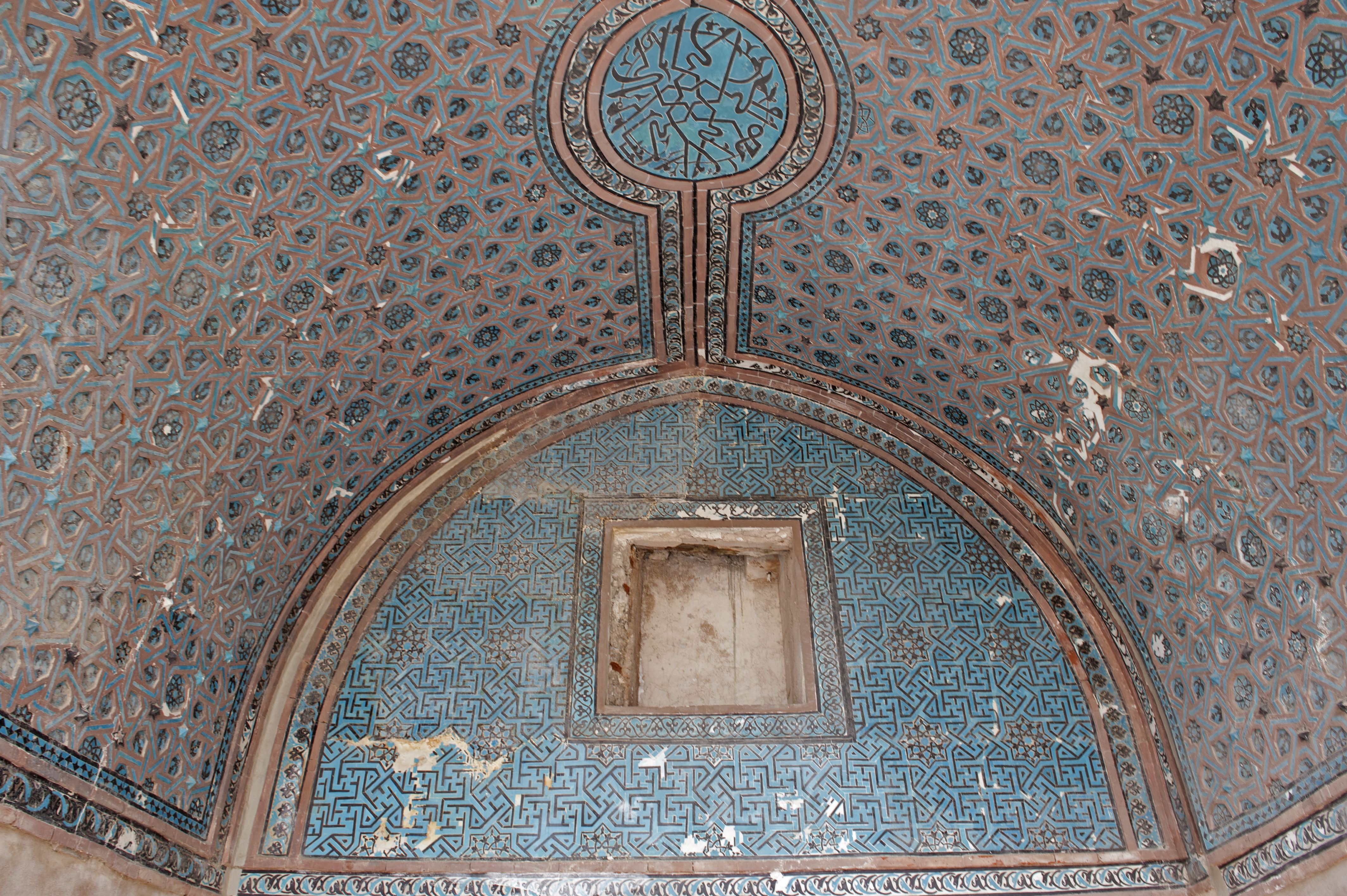
Gök Medrese before restoration Ceiling inside
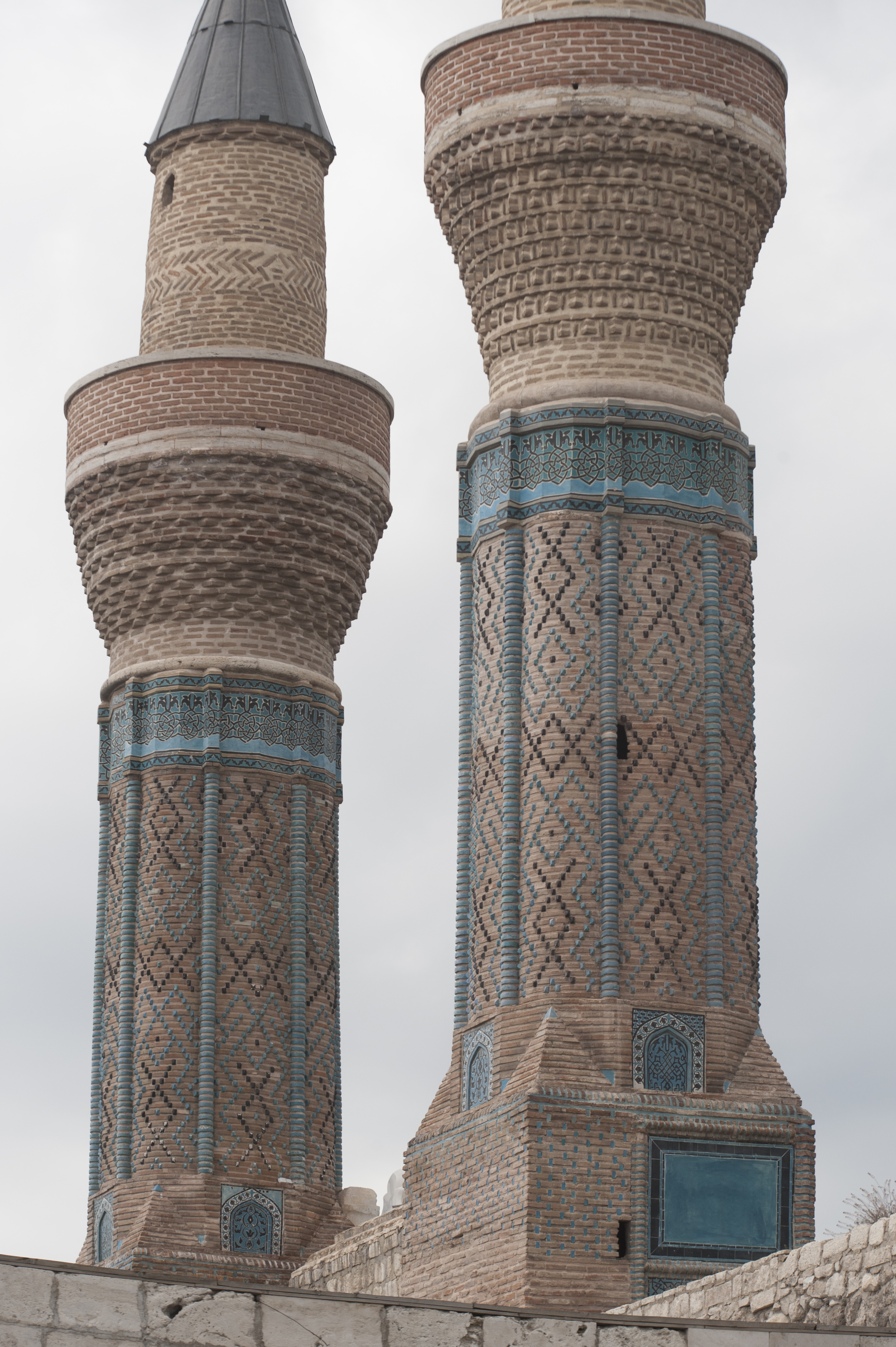
Gök Medrese during restoration Minarets
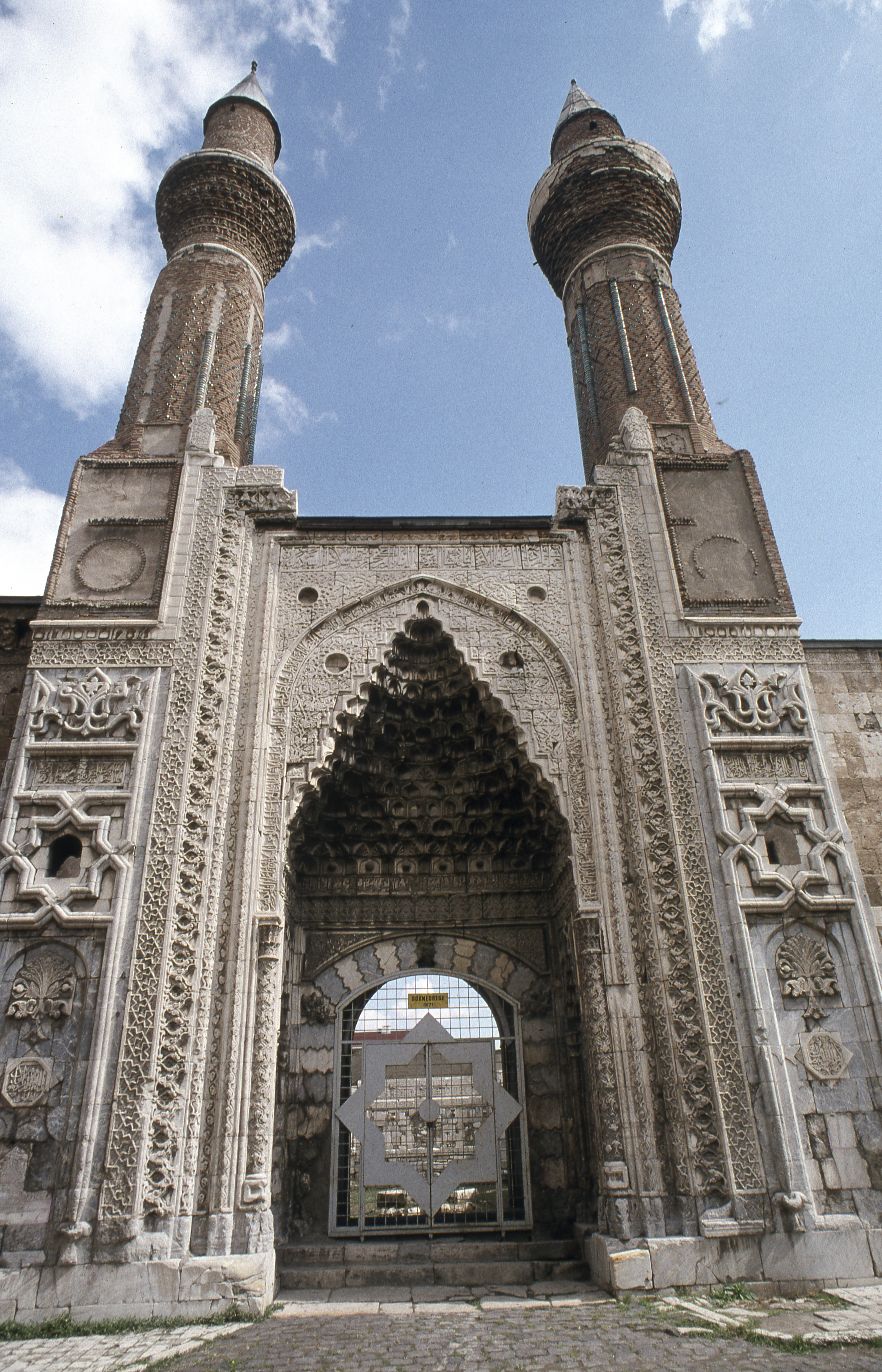
Gök Medrese before restoration Portal
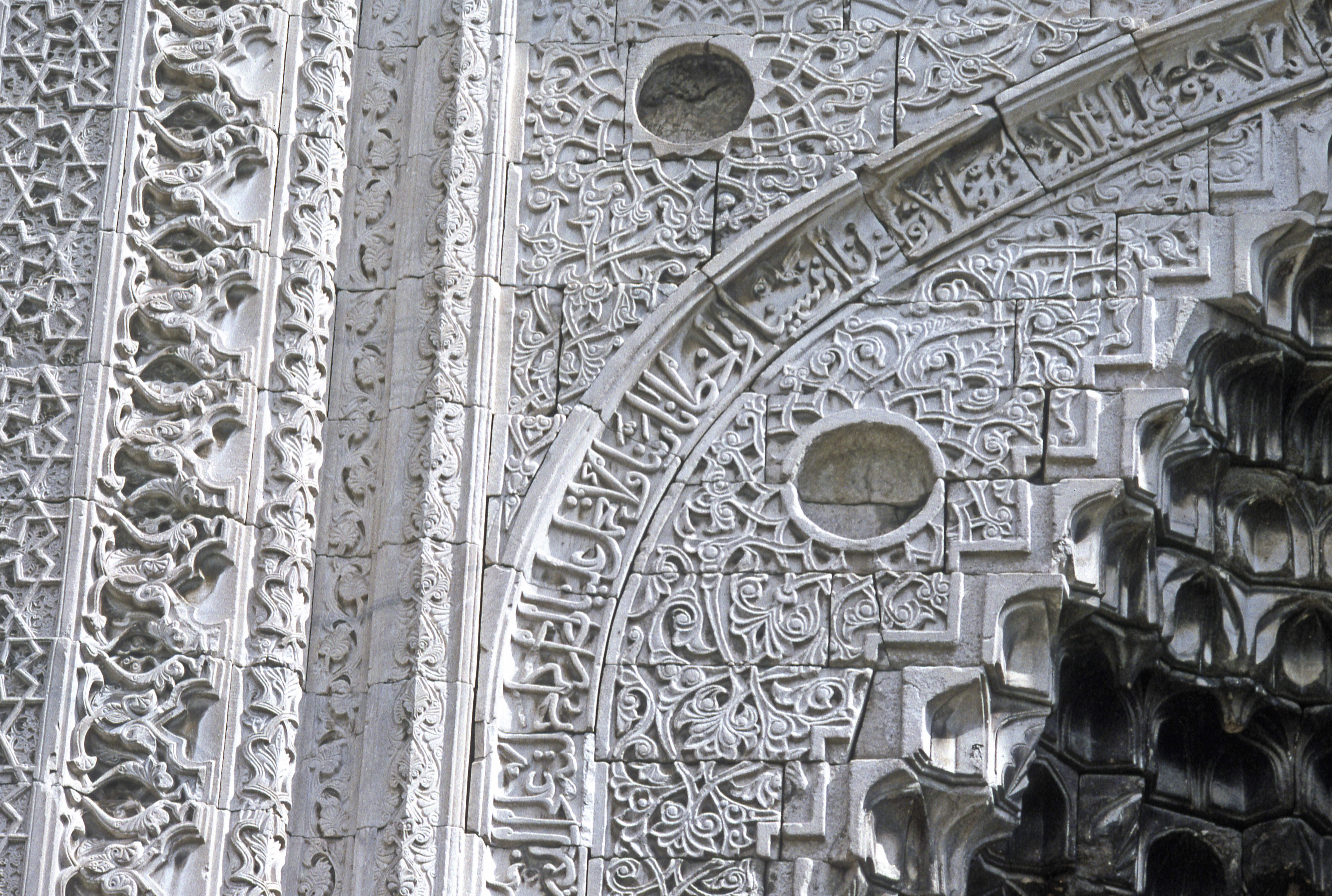
Gök Medrese before restoration Portal detail
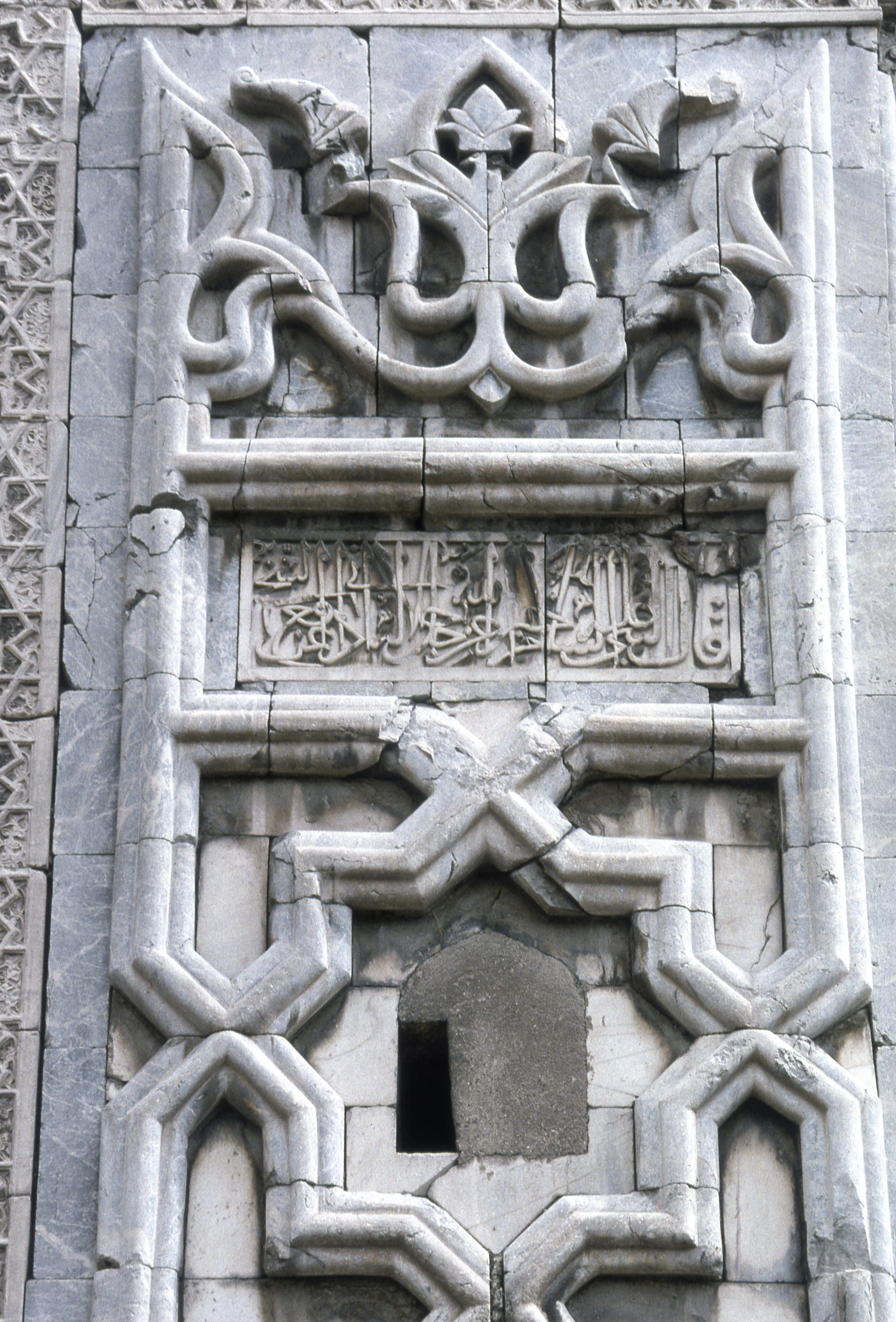
Gök Medrese before restoration Portal detail
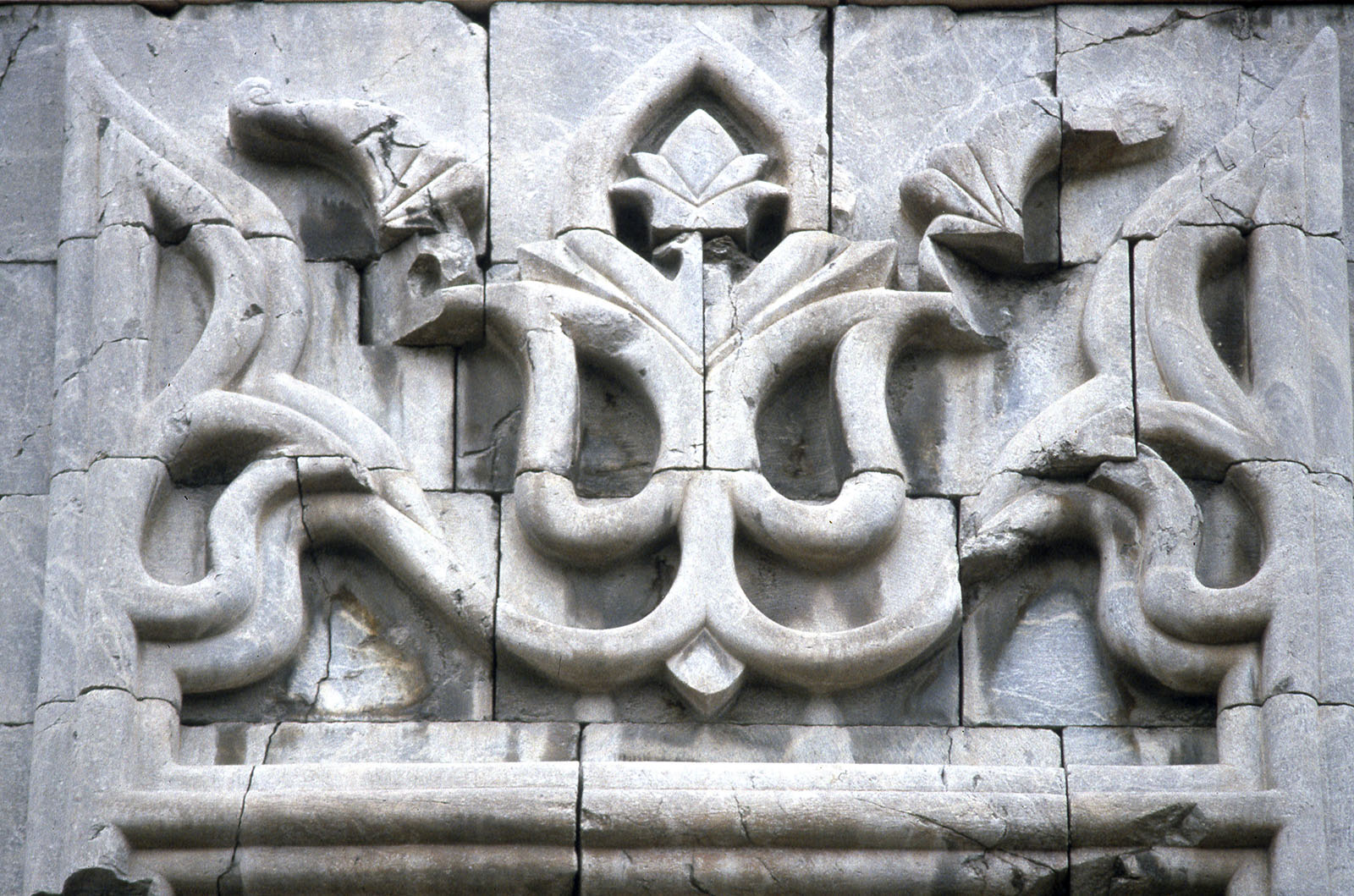
Gök Medrese before restoration Portal detail closer up
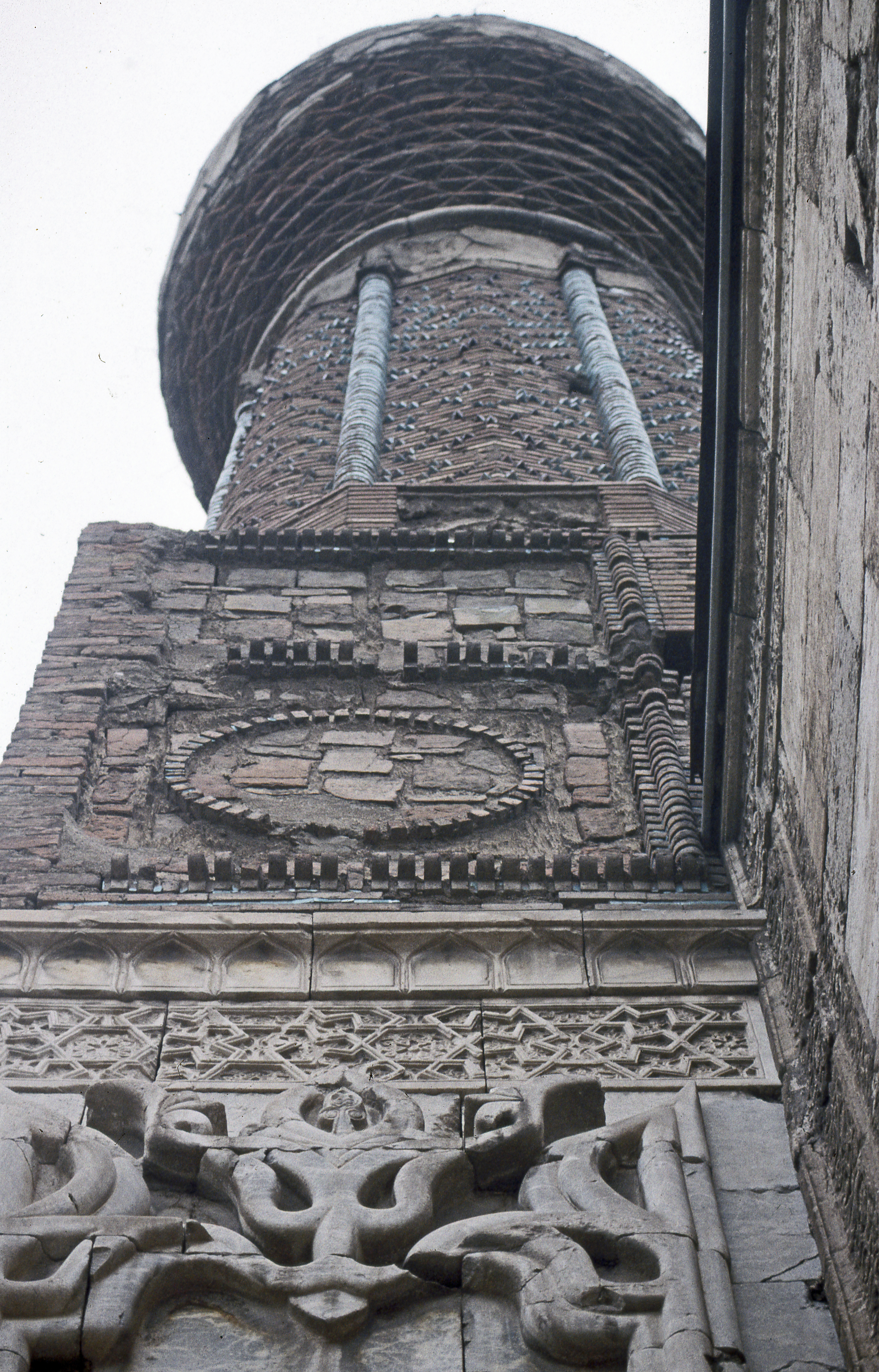
Gök Medrese before restoration Portal side
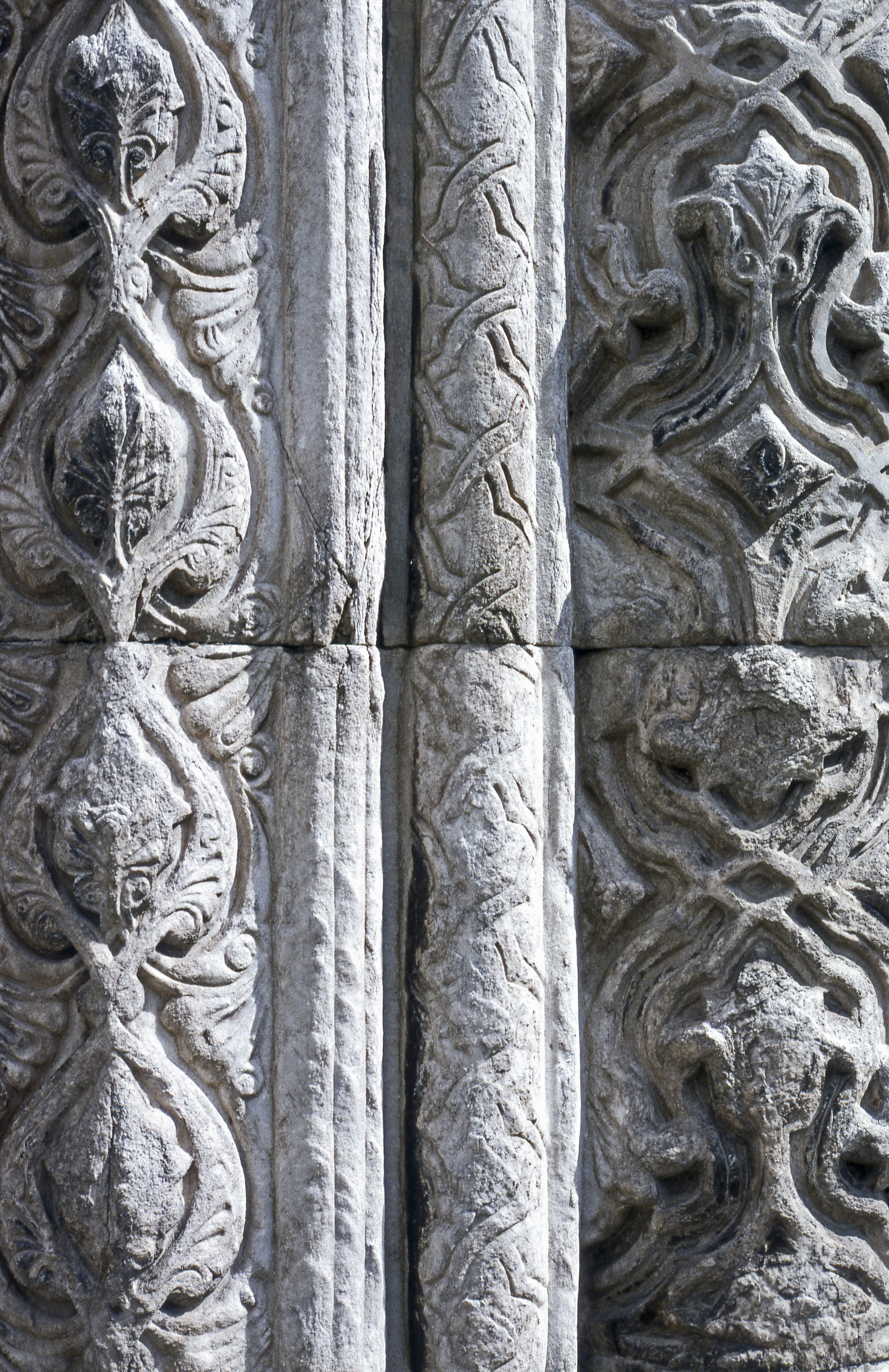
Gök Medrese before restoration Decoration
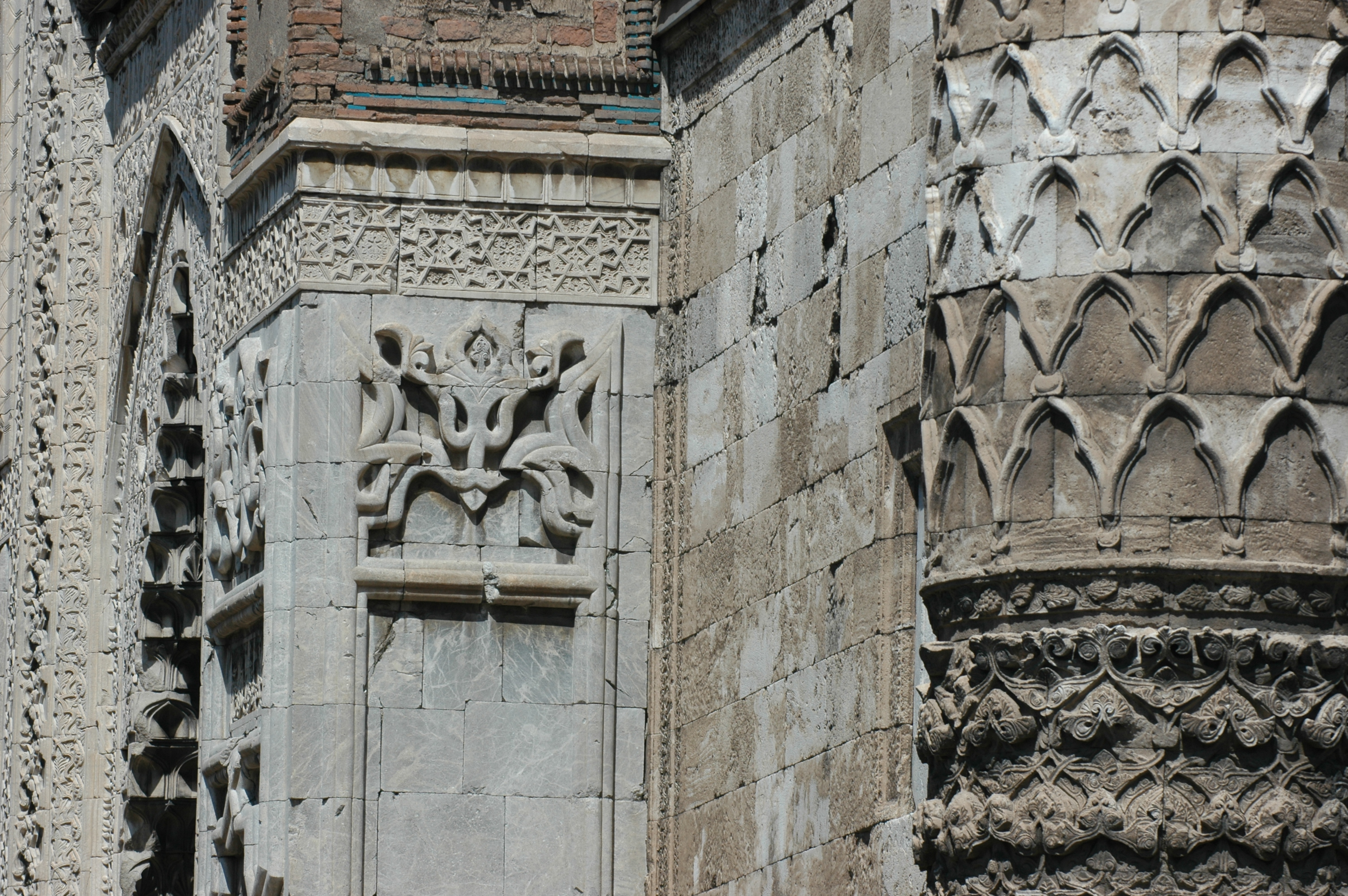
Gök Medrese before restoration shot from side